# Говоркова, Татьяна Александровна (актриса)
Татьяна Александровна Говоркова (1900—1989) — советская актриса театра и кино.

## Биография
Родилась 22 августа 1900 года в Гомеле в семье учителя.
После того, как её мать умерла в 1906 году, отец вскоре женился во второй раз; обязанности по воспитанию Татьяны перешли к её старшему брату. А в 1912 году девочка была отдана на воспитание Е. И. Осиповой, вдове почтового чиновника, у которой она прожила до 23 лет.
Трудовая деятельность Говорковой началась в 1918 году. До 1924 года она работала в качестве сестры-воспитательницы в учреждениях Москвы. Одновременно училась в театральной студии Вахтангова, откуда в 1920 году перешла в студию драматического искусства Анатолия Гунста. В 1922 году оставила учёбу из-за болезни.
В 1926 году Татьяна Говоркова поступила в государственные экспериментальные театральные мастерские Всеволода Мейерхольда, окончив которые в 1929 году, продолжила работу в его театре. После закрытия театра Мейерхольда в 1938 году, Говоркова два года работала в театре имени Моссовета, а затем вошла в штат киностудии «Мосфильм» и театра-студии киноактёра.
В 1956 году вышла на пенсию. После увольнения из штата «Мосфильма» дальнейшая деятельность Татьяны Говорковой неизвестна.
Умерла в Москве 25 августа 1989 года.

## Творчество

### Роли в театре
- 1929 — В. Маяковский — «Клоп» — посаженная мать

### Роли в кино
Сниматься Говоркова начала с начала 1940-х годов в небольших ролях и эпизодах, зарекомендовав себя замечательной острохарактерной актрисой. В 1949 году актриса снималась в роли Никаноровны (точнее, Христофоровны) у Ивана Пырьева в «Кубанских казаках», но из-за болезни не смогла закончить работу. В итоге эту роль доиграла Валентина Телегина.
- 1941 — «Как поссорился Иван Иванович с Иваном Никифоровичем» — дама на ассамблее
- 1941 — «Мечта» — соседка
- 1941 — «Свинарка и пастух» — свинарка на выставке
- 1941 — «Сердца четырёх» — начальник станции
- 1942 — «Антоша Рыбкин» — старая актриса
- 1942 — «Мы ждём вас с победой» (короткометражный) — Хорошка
- 1942 — «Секретарь райкома» — хозяйка избы
- 1943 — «Воздушный извозчик» — Куликова
- 1943 — «Юный Фриц» — тётка Фрица
- 1944 — «В 6 часов вечера после войны» — соседка
- 1946 — «Первая перчатка» — мать Юрия Рогова
- 1947 — «Свет над Россией» — продавщица кукол
- 1948 — «Мичурин» — попадья
- 1948 — «На тонком льду» (короткометражный) — кокетливая спортсменка
- 1954 — «Анна на шее» — дама